# Barboteur (chimie)
Pour les articles homonymes, voir Barboteur.

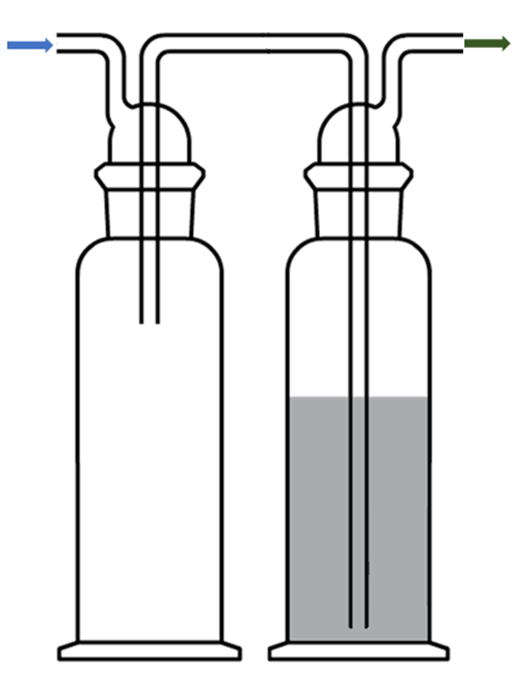
Schéma d'un piège à gaz. Le gaz ou la vapeur sort d’un montage tel qu’un réacteur et passe par le premier flacon, le flacon de garde, puis par le second flacon, le flacon laveur.

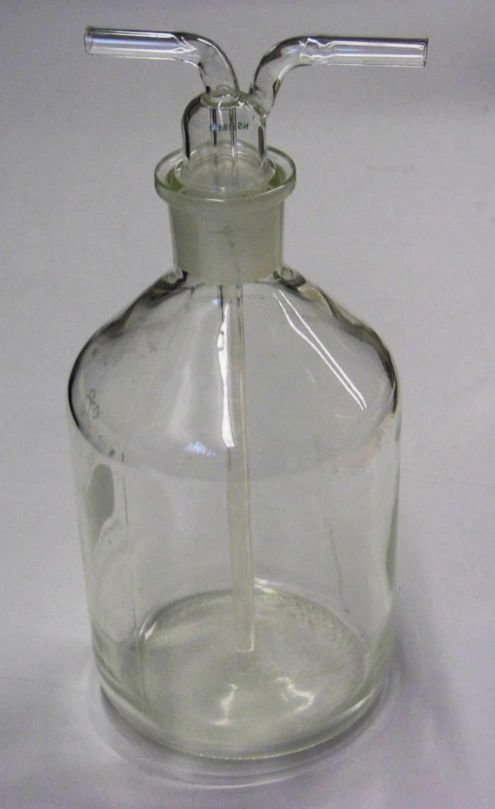
Barboteur

Un barboteur ou un flacon laveur est un type de verrerie de laboratoire et de contacteur gaz–liquide utilisé pour laver, sécher (piège à humidité), éliminer (piège à gaz, absorbeur-neutralisateur), récupérer, estimer le débit ou faciliter le contrôle des gaz produits lors d'une réaction chimique en les faisant passer dans un liquide spécifique.
Habituellement, les flacons laveurs sont construits sous la forme de bouteilles en verre ou de récipients cylindriques qui contiennent un tube par lequel arrive le gaz. Le tube plonge dans un liquide remplissant jusqu'à un tiers du volume du flacon. Le tube peut contenir à son extrémité une plaque de verre fritté pour une meilleure dissipation du gaz.
Les flacons laveurs sont utilisés liés à des flacons de garde lorsqu'il est nécessaire de s'assurer que le liquide n'entre pas par dépression dans le réacteur où a lieu la réaction.
Un autre dispositif ayant un fonctionnement similaire, mais à plus grande échelle, est la colonne à bulles.

## Produits pour le lavage et le séchage des gaz
| Gaz                   | Produits pour le lavage                                                                            | Produits pour le séchage                          |
| --------------------- | -------------------------------------------------------------------------------------------------- | ------------------------------------------------- |
| Dioxygène             | -                                                                                                  | Acide sulfurique concentré                        |
| Dihydrogène           | Solution concentrée de permanganate de potassium ou d'hydroxyde de potassium                       | Acide sulfurique concentré                        |
| Diazote               | -                                                                                                  | Acide sulfurique concentré                        |
| Dioxyde de carbone    | Eau de chaux {\displaystyle \mathrm {Ca(OH)_{2}\ +\ CO_{2}\longrightarrow \ CaCO_{3}\ +\ H_{2}O} } | Acide sulfurique concentré                        |
| Monoxyde de carbone   | Solution à 33 % d'hydroxyde de sodium                                                              | Acide sulfurique concentré ou chlorure de calcium |
| Éthylène              | -                                                                                                  | Acide sulfurique concentré refroidi               |
| Acétylène             | -                                                                                                  | Hydroxyde de sodium                               |
| Ozone                 | Solution à 5 % d'hydroxyde de sodium                                                               | Acide sulfurique concentré ou chlorure de calcium |
| Dichlore              | Solution concentrée de permanganate de potassium                                                   | Acide sulfurique concentré ou chlorure de calcium |
| Chlorure d'hydrogène  | Solution à 10 % d'hydroxyde de sodium                                                              | Acide sulfurique concentré                        |
| Bromure d'hydrogène   | Solution à 10 % d'hydroxyde de sodium                                                              | Bromure de calcium                                |
| Iodure d'hydrogène    | -                                                                                                  | Iodure de calcium                                 |
| Sulfure d'hydrogène   | Eau                                                                                                | -                                                 |
| Ammoniac, méthylamine | -                                                                                                  | Hydroxyde de potassium                            |
| Dioxyde de soufre     | Eau                                                                                                | Acide sulfurique concentré                        |